# Сунид-Юци
Хошун Сунид-Юци (кит. упр. 苏尼特右旗, пиньинь Sūnítè Yòuqí, монг. Сөнидбаруун гарын хошуу) — хошун аймака Шилин-Гол автономного района Внутренняя Монголия (КНР). Название хошуна означает «Правое знамя сунитов».

## История
Когда в первой половине XVII века чахарские монголы покорились маньчжурам, то последние ввели среди монголов свою восьмизнамённая систему, и суниты были разделены на два «знамени» (по-монгольски — хошуна): Сунид-Цзоици («Хошун сунидов левого крыла») на востоке, и Сунид-Юици («Хошун сунидов правого крыла») на западе.
В 1946 году из названия хошуна Сунид-Юици было убрано слово «и» («крыло»). В 1957 году из состава хошуна был выведен посёлок Эрэн-Хото, который стал подчиняться непосредственно правительству аймака Шилин-Гол. В 1968 году хошун был передан в состав аймака Уланчаб, однако в 1980 году возвращён в состав аймака Шилин-Гол.

## Административное деление
Хошун Сунид-Юци делится на 3 посёлка и 4 сомона.